# Тагиров, Энгель Ризакович
Э́нгель Риза́кович Таги́ров (тат. Энгель Ризак улы Таһиров; род. 4 августа 1940, с. Старое Шугурово, Шугуровский район, Татарская АССР) — советский и российский историк и общественный деятель, доктор исторических наук, профессор, ректор Института культуры мира (ЮНЕСКО), президент Международной гуманитарной академии «Европа-Азия», член Комиссии Республики Татарстан по делам ЮНЕСКО, член президиума Российской ассоциации содействия ООН, посол мира Федерации за всеобщий мир (UPF), посол культуры Международной ассоциации культуры «Симург». Брат историка Индуса Тагирова.

## Биография
В 1967 году окончил Казанский университет, до 1970 года преподавал в Казанском химико-технологическом институте, одновременно работал там секретарём комитета ВЛКСМ, в 1972–1984 годах преподавал в Казанском авиационном институте. Кандидат исторических наук (1973, диссертация «Деятельность партийной организации Татарии по усилению руководства комсомолом республики (1946–1958 гг.)»).
В 1985–1989 годах — проректор в Казанском государственном институте культуры. В 1989 году защитил докторскую диссертацию на тему «Деятельность КПСС по формированию социалистического образа жизни советской молодежи (1945 — конец 60-х годов)», с 1990 года — профессор. Заведующий кафедрой истории, политологии и права в Казанском финансово-экономическом институте (1989–2011 гг.). С 1998 года — президент Международной гуманитарной академии «Европа-Азия», с 1999 года — ректор Института культуры мира (ЮНЕСКО). В 2011–2018 годах — заведующий кафедрой истории, философии и культурологии Казанского государственного института культуры, с 2018 года — профессор, главный научный сотрудник там же, с 2018 года — профессор Казанского инновационного университета имени В. Г. Тимирясова.
Автор многочисленных трудов по истории татарского народа и Татарстана, а также в области молодёжной политики. Исследователь этнонациональных и этнокультурных конфликтов. Специалист по проблемам федерализма, этнополитологии, конфликтологии, культуры мира, толерантности и диалога цивилизаций.

## Награды и почетные звания
- Юбилейная медаль в честь 100-летия В. И. Ленина (1970)
- Заслуженный работник культуры Татарской ССР (1991)
- Медаль ордена «За заслуги перед Отечеством» II степени (2002)
- Медаль «В память 1000-летия Казани» (2005)
- Медаль «За вклад в наследие народов России» (2005)
- Заслуженный деятель науки Республики Татарстан (2006)
- Лауреат Государственной премии Республики Татарстан в области науки и техники (2010)
- Медаль «За доблестный труд» (2016)
- Международная медаль «Симург» (2016)[2]
- Международная медаль «Симург» (2019)
- Медаль «100 лет образования ТАССР» (2020)
- Медаль ордена «За заслуги перед Республикой Татарстан» (2021)

## Основные труды
- Тагиров Э. Р. Деятельность КПСС по формированию социалистического образа жизни советской молодежи (1945 — начало 70-х годов). — Казань, 1987. 236 с.
- Тагиров Э. Р. Парламентская практика / Авт.-сост.: Э. Р. Тагиров, Л. С. Тронова; Науч.ред. Р. Т. Биктагиров. — Казань: Татар.кн.изд-во, 1993. 134 с.
- Тагиров Э. Р. Политологический словарь-справочник / Авт. предисл. Ф. Х. Мухаметшин; Науч. ред. И. Р. Тагиров. — Казань: Татар.кн.изд-во, 1993. 126 с.
- Тагиров Э. Р. Предпринимательство: история, стратегия развития. — Казань: Изд-во Казан. фин.-экон. ин-та, 1994. 127 с. (На пути к суверенитету).
- Тагиров Э. Р. Татарстан: национально-государственные интересы: Полит. эссе. — Казань, 1996. 155 с.
- Тагиров Э. Р. Конфликты в обществе: от противостояния к согласию. — Казань: Изд-во Казан.фин.-экон. ин-та, 1996. 235 с.
- Тагиров Э. Р. Культура мира: от утопии к реальности. — Казань, 1999.
- Тагиров Э. Р. Культура мира — идеология развития человечества. — Казань, 2004.
- Тагиров Э. Р. Сабантуй в локальном и глобальном цивилизационном пространстве / Э. Р. Тагиров, Д. Р. Шарафутдинов. — Казань, 2004.
- Tagirov E.R. Culture of peace — ideology of development of mankind. — Kazan, 2005.
- Тагиров Э. Р. На перекрестке цивилизаций: история татар в контексте культуры мира. — Казань: Татарское книжное изд-во, 2007. 389 с.
- Tagirov E.R. On crossroads of civilizations. History of Tatars in context of culture of peace. — Kazan, 2007.
- Тагиров Э. Р. Модель толерантности. Татарстанский вариант — Казань, 2007.
- Tagirov E.R. The tolerance: the experience of Tatarstan. — Kazan, 2008.
- Тагиров Э. Р. Народ в пути. История Татарстана в контексте мировой цивилизации. — Казань: Магариф, 2008. 286 с.
- Тагиров Э. Р. Энергия молодости: молодежь в зеркале истории. — Казань: Магариф, 2009. 120 с.
- Тагиров Э. Р. Планетарная цивилизация в зеркале глобалистики. — Казань: Татарское книжное изд-во, 2014. 336 с.
- Тагиров Э. Р. Время собирать камни. — Казань, 2015. 384 с.
- Тагиров Э. Р. Человечество на этапе разлома Истории. Миссия ООН. — Казань, 2016. 268 с.
- Тагиров Э. Р. Устойчивость Планеты — историческая надежда человечества. — Казань, 2016. 384 с.
- Тагиров Э. Р. «Абсолютно ценный алмаз». Молодежь страны в зеркале истории. — Казань: Центр инновационных технологий, 2018. 168 с. (к 100-летию комсомола)
- Тагиров Э. Р. Вызовы «времени-кайрос»: миссия ООН. — Казань: Изд-во «Познание» Казанского инновационного университета, 2019. 360 с. (к 75-летию ООН)
- Тагиров Э. Р. Татары в оптике Большой истории человечества: миротворческий аспект / Э. Р. Тагиров. — Казань: Татар. кн. изд-во, 2019. 328 с. (к 100-летию ТАССР)
- Тагиров Э. Р., Андреев М. В. ООН: глобальная безопасность и устойчивое развитие человечества. — Казань: Центр инновационных технологий, 2020 (к 75-летию ООН)
- Тагиров Э. Р. По ком звонит колокол истории? Размышления о великой, неоконченной войне. — Казань: Центр инновационных технологий, 2020 (к 75-летию Победы)
- Тагиров Э. Р. Войны памяти. Против перелицовки истории Великой Отечественной войны: коллективная монография / Э. Р. Тагиров, М. В. Андреев, О. Н. Коршунова, Я. М. Поливанов. — Казань: Центр инновационных технологий, 2020 (к 75-летию Победы и 100-летию ТАССР)
- Тагиров Э. Р. Факел миротворчества. — Казань: Центр инновационных технологий, 2020. 308 с. (к 75-летию ООН-ЮНЕСКО)
- Тагиров Э. Р. Культура: «дочь Духа и Земли». — Казань: Центр инновационных технологий, 2020.
- Тагиров Э. Р. Творение тишины. Человечество у порога Мира / Э. Р. Тагиров. — Казань: Логос-Пресс, 2021. 232 с. (к 75-летию ЮНЕСКО)
- Тагиров Э. Р. Феномен культуры на фоне разлома Истории / Э. Р. Тагиров. — Казань: Логос-Пресс, 2023. 360 с.